# Сельское поселение Кутузовский
Сельское поселение Кутузовский — муниципальное образование в Сергиевском районе Самарской области.
Административный центр — посёлок Кутузовский.

## Административное устройство
В состав сельского поселения Кутузовский входят:
- посёлок Кутузовский,
- посёлок Круглый Куст,
- посёлок Лесозавод,
- посёлок Шаровка,
- село Красный Городок,
- село Славкино,
- хутор Вольница.